# Hans Stern (Juwelier)

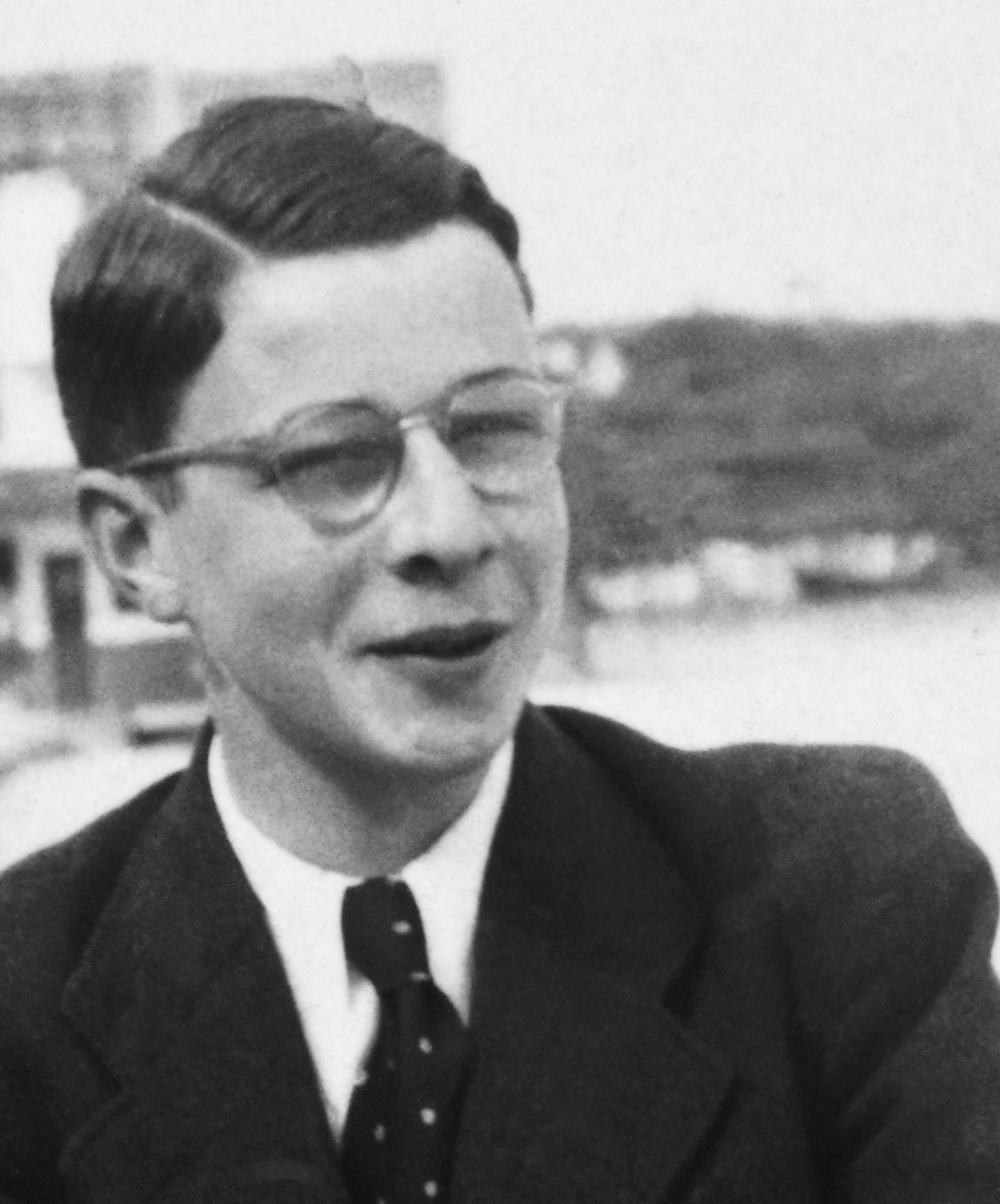
Hans Stern im Alter von 18 Jahren bei seiner Ankunft in Brasilien

Hans Stern (* 1. Oktober 1922 in Essen; † 26. Oktober 2007 in Rio de Janeiro, Brasilien) war ein deutsch-brasilianischer Juwelier und der Seniorchef des drittgrößten Schmuckkonzerns der Welt.

## Leben
Hans Stern war ein Sohn des Elektroingenieurs Hans Stern und der Ilse Stern. Nachdem das Elektrogeschäft des Vaters während der Reichspogromnacht angezündet und zerstört worden war, wanderte die Familie nach Südamerika aus. 1939 betrat Hans Stern brasilianischen Boden. Nach eigenen Angaben mit zehn Mark in der Tasche. Zunächst verdingte er sich als Stenotypist bei Christab, einem Unternehmen, das landeseigene Edelsteine schliff und exportierte, zeitweise auch als Verkäufer von Sammler-Briefmarken in einem Philatelie-Laden im Zentrum Rio de Janeiros. Zeit seines Lebens blieb er leidenschaftlicher Briefmarkensammler: Nach eigenem Bekunden sammelte er nicht nach Wert, sondern motivbezogen; die DDR hatte er komplett. In wenigen Jahren erwarb sich grundlegende Kenntnisse bei Pretiosen; er besuchte anfangs auf dem Pferd Minen in Minas Gerais, kam mit ortsansässigen Minenbetreibern ins Gespräch, fing an, Edelsteine auf Kommission zu kaufen und verpfändete eigene Besitzgegenstände, um diese Aktivitäten vorzufinanzieren. 1949 eröffnete Stern in Rio seinen ersten Laden für Edelsteine, den er nach der Familienlegende aus dem Erlös seiner Ziehharmonika finanzierte und der zunächst an die Passagiere von  Kreuzfahrtschiffen verkaufte. 60 Jahre später gehörte ihm der nach Tiffany und Cartier drittgrößte Schmuckkonzern der Welt. Seine Schmuckstücke und Schmuckuhren sind mit allen renommierten Design-Preisen ausgezeichnet worden. 
Der Hauptsitz der Firma befindet sich in Rio de Janeiro, das von Stern gestiftete Museum für Edelsteine mit einer Schauwerkstatt für die Bearbeitung und das Schleifen der Steine im Stadtteil Ipanema. Stern hat 1958 das erste Edelsteinlabor Südamerikas eingerichtet.
In den 1980er Jahren brachte er mit Catherine Deneuve die erste Kollektion heraus, die von einem Filmstar mitentwickelt und ein großer kommerzieller Erfolg wurde. Ähnliche Projekte zusammen mit anderen Film- und Popstars folgten.
Die Firma H. Stern ist in vierzehn Ländern vertreten und hat über 3.500 Mitarbeitende, größtenteils Frauen. Die Sozialleistungen, die das Unternehmen in Brasilien seinen Mitarbeiterinnen bietet, gelten als vorbildlich. Es gibt eine firmeneigene, komplett ausgerüstete Arztpraxis und bezahlten Schwangerschaftsurlaub. Regelmäßig werden Benefizveranstaltungen durchgeführt, deren Erlöse sozialen Projekten zugutekommen. Schulklassen aus Favelas erhalten Betriebsführungen; begabte Jugendliche werden daraus als Auszubildende rekrutiert. Der Jahresumsatz wird auf über 100 Millionen Euro geschätzt, 70 Prozent davon in Brasilien. Die beiden deutschen Standorte befinden sich in Frankfurt.
Hans Stern heiratete 1958 die 1936 in Essen geborene, zwischenzeitlich staatenlose Übersetzerin Ruth Beildeck, sie hatten vier Kinder.